# 30197 Nickbadyrka
30197 Nickbadyrka è un asteroide della fascia principale. Scoperto nel 2000, presenta un'orbita caratterizzata da un semiasse maggiore pari a 2,3139351 UA e da un'eccentricità di 0,0282818, inclinata di 4,51297° rispetto all'eclittica.